# Ковач (Румунія)
Ковач (рум. Covaci) — село у повіті Тіміш в Румунії. Входить до складу комуни Синандрей.
Село розташоване на відстані 411 км на північний захід від Бухареста, 8 км на північ від Тімішоари.

## Населення
За даними перепису населення 2002 року у селі проживала 751 особа.
Національний склад населення села:
| Національність | Кількість осіб | Відсоток |
| -------------- | -------------- | -------- |
| румуни         | 682            | 90,8%    |
| угорці         | 19             | 2,5%     |
| німці          | 19             | 2,5%     |
| цигани         | 11             | 1,5%     |
| українці       | 10             | 1,3%     |

Рідною мовою назвали:
| Мова       | Кількість осіб | Відсоток |
| ---------- | -------------- | -------- |
| румунська  | 693            | 92,3%    |
| угорська   | 18             | 2,4%     |
| німецька   | 18             | 2,4%     |
| українська | 10             | 1,3%     |